# Clan Urakami
Le clan Urakami est un clan japonais qui se forme dans la province de Bizen durant l'époque Sengoku au cours du XVIe siècle.
La mort de Norimune Urakami en 1502 donne à Motokatsu Matsuda l'occasion de mener un assaut de grande ampleur sur les Urakami. Un vassal majeur des Urakami est Ukita Yoshiie, qui mène 300 hommes dans l'attaque contre le clan Matsuda, attaque durant laquelle les Urakami sont alliés avec le clan Ukita.